# Ottomar Krefft
Ottomar Krefft (ur. 9 marca 1861 w Podjazach koło Kartuz, zm. 2 stycznia 1921 w Chełmnie) – polski lekarz, działacz społeczny, po I wojnie światowej komisaryczny burmistrz Chełmna.
Był synem Jakuba i Otylii z Tuchlińskich. Kształcił się w Collegium Marianum w Pelplinie (1871–1880) oraz w gimnazjum wejherowskim, studia medyczne uwieńczone doktoratem odbył w Berlinie. Po uzyskaniu dyplomu uniwersyteckiego pracował jako lekarz w Brusach. W 1904 osiadł w Chełmnie, gdzie prowadził praktykę lekarską oraz dyrektorował miejscowemu Bankowi Ludowemu.
Był zaangażowanym społecznikiem. Działał w chełmińskich strukturach Towarzystwa Gimnastycznego "Sokół", był od 1913 członkiem jego rady oraz kierował teatrem działającym przy "Sokole". Prowadził w Chełmnie akcję odczytową, rozpowszechniając wiedzę historyczną, m.in. na temat księcia Józefa Poniatowskiego. Współpracował z "Gazetą Grudziądzką".
U schyłku I wojny światowej wszedł w skład Rady Robotniczej w Chełmnie, a następnie został wiceprzewodniczącym Polskiej Rady Ludowej. 27 grudnia 1919 powierzono mu obowiązki komisarycznego burmistrza Chełmna. Kontynuował w tym okresie praktykę lekarską i niebawem padł ofiarą zawodu; w walce z epidemią duru plamistego sam zaraził się chorobą i zmarł 2 stycznia 1921. Pochowany został na cmentarzu w Chełmnie.
Był żonaty (żona Kazimiera ze Stefańskich), miał troje dzieci − córki Aldonę i Bronisławę oraz syna Stefana.